# (1318) Нерина
(1318) Нерина (лат. Nerina) — довольно маленький астероид главного пояса, который был открыт 24 марта 1934 года южноафриканским астрономом Сирилом Джексоном в обсерватории Йоханнесбурга и назван в честь растений рода Нерина.

Орбита астероида Нерина и его положение в Солнечной системе
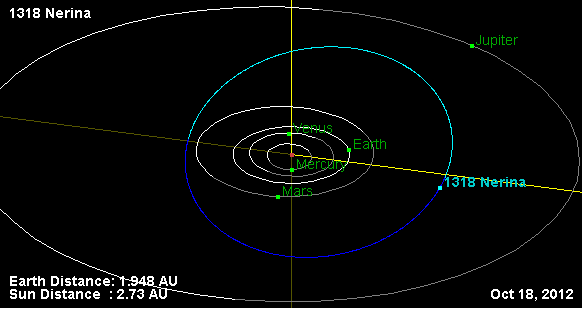
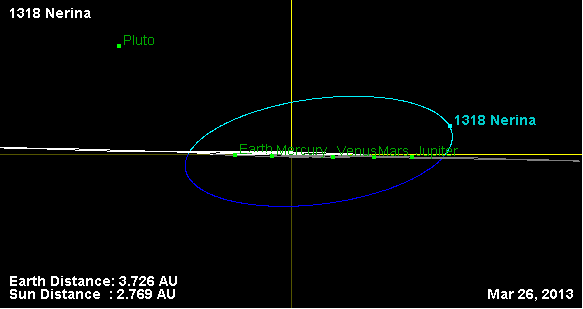